# ヘンタイ

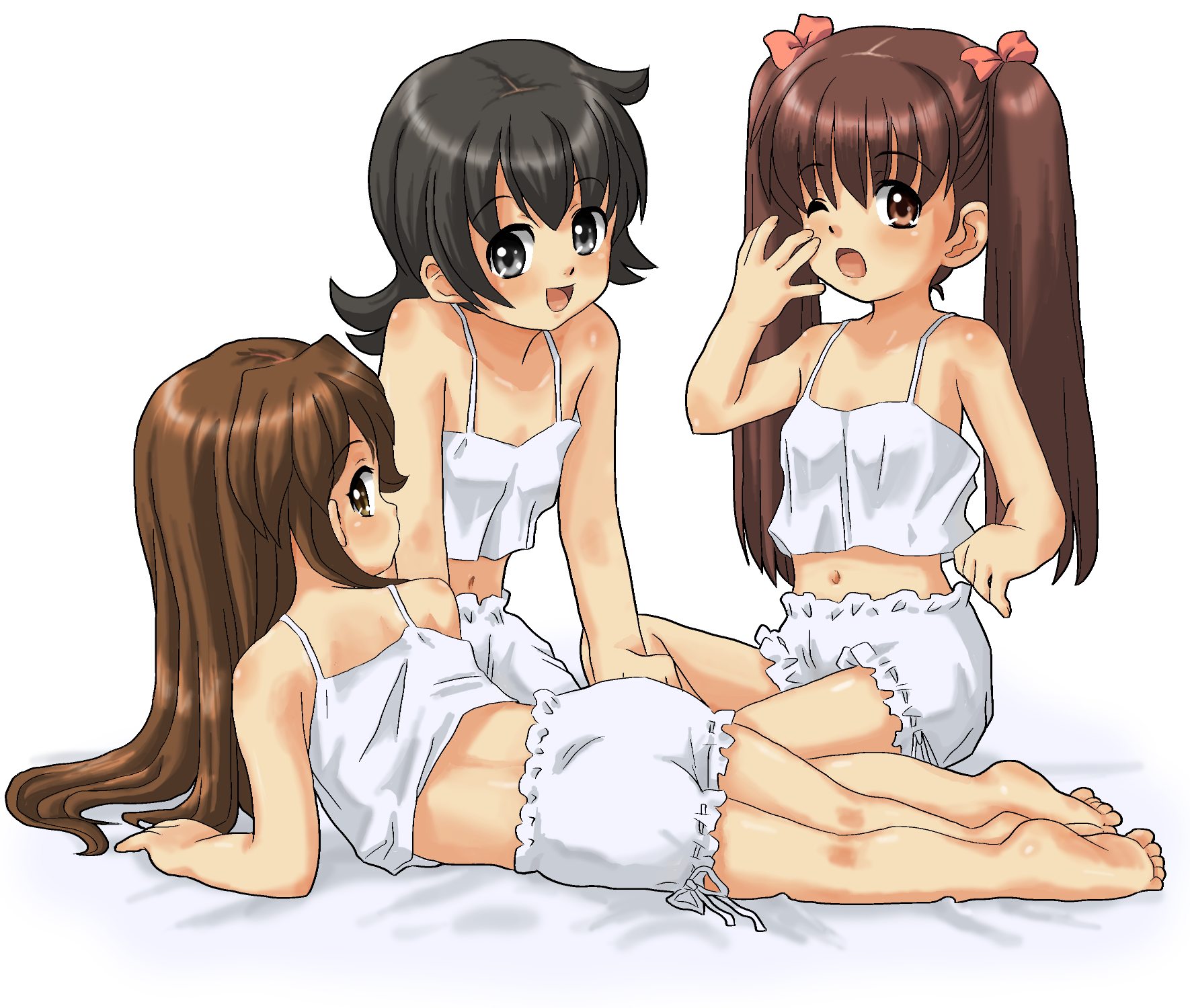
ヘンタイのジャンルの1つ、ロリコン

ヘンタイ（HENTAI）は、日本のアダルトアニメや成人向け漫画、ギャルゲーやエロゲー、またはその画風を模倣したものを指して、日本国外で用いられている言葉である。たとえば、『アダルトゲームメーカー一覧』は、英語に訳されると『List of hentai (game maker) companies』となる。
これに加えて、日本のアニメや漫画、ゲームなどを元ネタにしたコスプレ・ポルノも "HENTAI" と呼ばれる。また、英語圏などでは、自国内で制作されたディズニー風や3D調の変態性欲のアニメや漫画も "HENTAI" と呼ばれており、SFなどと同様にジャンルを表す代名詞になりつつある。

## 用語
"HENTAI"は、実際には日本語でのアニメ・漫画のジャンルを意味するのではなく、この意味は日本国外（具体的に英語圏から）から来ており、「変態」の適応である。
日本のポルノ作品は、単に18禁・成人漫画・成人向けとタグ付けされることがよくある。

## ウィキペディアにおけるヘンタイ
ウィキペディアでは、2023年現在、日本語以外に57以上の言語で "HENTAI"のページが立ち上がっている。中にはページ冒頭の記述に、 「hentai」の音声 をつけて発音を聞くことのできるページもあり、事実上の世界共通語となっている。多くの場合、遠近法をデフォルメした描き方が春画に似ていることから、"HENTAI"の起源が春画に求められるとしている。
主要言語では、以下のような "HENTAI"の細かなジャンルが立ち上がっているウィキペディアも多く、ページ内で簡単な解説とともにリンクされている。
- ショタコン (Shotacon)
- ロリコン (Lolicon)
- ふたなり (Futanari)
- バラ（男性ゲイ向けボーイズラブ） (Bara (genre))
- やおい (Yaoi)
- 猫耳 (Catgirl)
- 百合 (Yuri (genre))

## 香港におけるヘンタイ人気
香港では、ヘンタイは「倒錯性欲」と訳される。
世界最大のアダルトサイトであるPornhubの統計によれば、2017年の香港人の同サイト内検索は「日本」が最多であり、カテゴリー別では「変態」が最も多く、香港人がPornhubでいちばん観ているのは日本の変態アニメである。
香港中文大学准教授のカトリエン・ジェイコブズは、香港でのヘンタイ人気をエキゾチックな日本文化への興味に起因するものであり、「この人気は驚くにあたりません。香港では1960年代からずっと、マンガおよびアニメ文化が流行っているのですから。……（視聴者は）自らの性的欲望を日本文化に投影しているんです」として、人は自分が絶えず接している概念や思想により魅かれるものであり、「これは（とくにマンガやアニメに取りつかれている）オタク文化の一部分なんです。オタクな消費者は、女性差別的・女性嫌悪的ポルノの極端な表現にも慣れっこになっています」と述べている。
香港大学助教授のジェイソン・ホー・カーハンは、ヘンタイの魅力は幻想であり、窮屈で保守的な文化からの逃避だとみており、「抑圧が強ければ強いほど、反発も大きい。香港は比較的保守的で、変態は視覚的にきわめて刺激的なんです」と述べている。
ある香港人は変態アニメの魅力を「実写（ポルノ）映画だと舞台というか設定的に表現が難しいものもあります。たとえば、触手（と呼ばれる）サブジャンルがあって……女性が宇宙人の触手とヤルわけです。これは実写だったら単にCGを使うだけだから、変な感じになるだろうと思います」「皆それが幻想だとわかっています。現実ではないと。私たちには自由に想像する余地が必要なときもある。想像の世界と現実をごっちゃにしなければいいだけのことでしょう」と語っている。